# Monjalés
José Soler Vidal, artísticamente conocido como Monjalés (Albaida, 6 de febrero de 1932 - 28 de julio de 2023) fue un pintor, escultor y ceramista español perteneciente a las vanguardias de postguerra, que permaneció varios años exiliado del franquismo en Colombia.

## Biografía
Soler Vidal estudió en la Escuela de Bellas Artes de San Carlos de Valencia entre 1948 y 1953. La pintura figurativa estuvo presente en sus primeras obras de los años 1950 con el cuerpo humano y el paisaje como protagonistas, pero ya con influencias neocubistas en un periodo que se ha denominado «utópico». Tras una estancia en París y Bruselas (Galería Monts-des-Arts) se inicia en el informalismo y la abstracción y su paso por los grupos Art Nou, Parpalló y Movimiento Artístico del Mediterráneo consolidaron ese proceso al que Tomás Llorens ha llamado «conversión»; a mediados de los años 1960 regresó poco a poco al figurativismo en clave expresionista, siendo uno de los primeros artistas españoles «practicantes de la pintura social». A finales de los años 1950 y principios de 1960 expuso individual o colectivamente en el Ateneo de Madrid, la Bienal de Venecia (1958 y 1960), la de Alejandría (1959), la Sala Gaspar de Barcelona, la Sala Mateu de Valencia y en Poznan, Polonia, aquí junto con Andreu Alfaro, Doro Balaguer y José María de Labra (1965).
En 1967 su carrera artística en España se vio truncada. Vinculado al Partido Comunista, durante las manifestaciones del Primero de Mayo de ese año, ilegales en plena dictadura franquista, fue detenido en Valencia por la policía aunque escapó gracias al también pintor y preso durante varios años, Joan Castejón. Debió esconderse durante varios meses, tarea en la que le ayudaron el mismo Doro Balaguer, el cantante Raimon o Vicent Ventura, entre otros. Pasó a Francia mientras en España era condenado en rebeldía a catorce años de prisión. Ya en 1968 consiguió viajar a Colombia estableciendo su residencia en Bogotá, donde permaneció hasta 2013, año en que regresó definitivamente a España.
Una parte importante de su obra anterior al exilio desapareció durante los registros policiales y saqueos posteriores a su detención en 1967. Su obra posterior tiene un marcado carácter y contenido social, así como series donde se aprecia un homenaje a distintos autores como Gaudí o Monet, o la defensa de la ecología; también es el tiempo donde su obra en cerámica y escultura se amplía, participando con éxito en la bienales de Medellín, Bogotá o Venecia de nuevo. En 1991 volvió a exponer en España durante el homenaje de la Diputación de Valencia al Grupo Parpalló. Además de en colecciones privadas, obra suya se puede encontrar en el Instituto Valenciano de Arte Moderno, entre otras instituciones museísticas.